# Cruzeiro de Pinheiro da Bemposta
O Cruzeiro de Pinheiro da Bemposta localiza-se na freguesia de Pinheiro da Bemposta, cidade e município de Oliveira de Azeméis, distrito de Aveiro, em Portugal.

## História
Este cruzeiro remonta a 1604, tendo sido reedificado em 1774 e o mais recente restauro em maio 2020.
Encontra-se classificado como Monumento Nacional desde 1910, momento em que foi restaurado.